# Das Paradies der Damen (Film)
Das Paradies der Damen ist der deutsche Titel des französischen Stummfilmdramas Au Bonheur des Dames, das 1930 von Julien Duvivier nach dem gleichnamigen Roman von Émile Zola gedreht wurde. Noël Renard bearbeitete die literarische Vorlage für den Film. In der Hauptrolle der Denise Baudu ist Dita Parlo zu sehen.
Der 1884 erschienene Roman und der nach ihm gedrehte Film schildern Aufstieg und Glanz des Kaufhauses sowie Niedergang und Ruin des Kleinhandels im Paris des ausgehenden 19. Jahrhunderts.

## Handlung
Die junge Waise Denise kommt aus der Provinz in die Großstadt Paris. Ihr Onkel hatte sie nach dem Tod ihres Vaters bereits Monate zuvor eingeladen und ihr eine Anstellung in seinem Geschäft für Stoffe in Aussicht gestellt. Doch als Denise in der Metropole ankommt, zerplatzen ihre Träume. Gleich gegenüber dem Laden ihres Onkels hat kürzlich ein Kaufhaus eröffnet, das „Paradies der Damen“. Dieses wartet mit einem größeren Angebot und niedrigeren Preisen auf – da kann der Einzelhändler gegenüber nicht mithalten. Der Stoffladen von Denise’ Onkel steht kurz vor dem Konkurs.
Doch Denise ergattert eine Anstellung als Modell im „Paradies der Damen“ und verliebt sich prompt in den Besitzer des Imperiums. Die Situation spitzt sich zu, als Denise’ Cousine stirbt und ihr Onkel daraufhin blind vor Wut mit einer Waffe ins „Paradies der Damen“ stürmt.

## Hintergrund, Veröffentlichung
Der Film war eine Produktion der Gesellschaft Le Film d’Art von Charles Delac und Marcel Vandal und wurde von der Alliance Cinématographique Européenne (ACE) verliehen. Die Aufnahmen entstanden in den Galeries Lafayette, 40–48 Boulevard Haussmann, Paris und am Strand von L’Isle-Adam, Département Val-d’Oise. Das Bühnenbild schufen Christian-Jaque und Fernand Delattre. Die Kostüme entwarfen Gerlaur und Marthe Pinchard. Die Fotografie besorgten André Dantan, René Guichard, Émile Pierre und Armand Thirard, für optische Effekte war Walter Percy Day zuständig.
Der Film wurde in Frankreich am 24. März 1930 uraufgeführt. In Deutschland lief er unter dem Titel Das Fräulein vom Kleiderlager und wurde durch die Universum Film AG UFA verliehen. Zu sehen war er außerdem in Italien, Griechenland, Ungarn und Polen.
In Deutschland lag der Film der Filmprüfstelle Berlin am 24. März 1930 zur Zensur vor und wurde unter der Zensurnummer B.18784 verboten. Nach einer weiteren Vorlage am 29. März 1930 wurde er von der Film-Oberprüfstelle unter der Nr. O.00297 teilweise zugelassen. Erst am 22. Juli 1930 konnte er die Filmprüfstelle Berlin unter der Nr. B.26382 in einer Länge von 8 Akten gleich 2432 Metern, wenn auch unter Jugendverbot, passieren.
Wegen der „pikanten Situation“ und wegen der „aufreizenden Haltung und des lüsternen Gesichtsausdrucks der in Großaufnahme dargestellten Frau“, die „eine übermässige Inanspruchnahme der Phantasie jugendlicher Beschauer“ zur Folge haben könnten, untersagte die Film-Oberprüfstelle auch den Aushang zweier Fotos.
Der Film wurde am 8. Mai 2009 vom Studio absolut Medien GmbH innerhalb der Reihe Stummfilm Edition in Französisch mit deutschen und englischen Untertiteln auf DVD herausgegeben.

## Tonfassung
Eine unter dem wirtschaftlichen Druck des heraufziehenden Tonfilms hastig erstellte Tonfassung von Au bonheur des dames wurde am 3. Mai 1930 uraufgeführt und kam ab Oktober in die Lichtspielhäuser. Sie fiel beim Publikum aufgrund ihrer mangelhaften Qualität durch und verschwand rasch wieder in der Versenkung, während die stumme Fassung weiter gezeigt wurde; die Tonfassung muss heute als verschollen gelten.
André Cayatte realisierte 1943 während der deutschen Besatzungszeit eine Tonfilmversion mit Blanchette Brunoy, Michel Simon und Albert Préjean in den Hauptrollen.

## Restaurierung und Wiederaufführungen
1988 unternahm die Cinémathèque française erste Restaurierungsversuche an dem fast vergessenen Film, den sie ein Jahr später in Cannes mit Pianobegleitung präsentierte. Auf diesem Material aufbauend nahm Lobster Films 2008 eine weitere Restaurierung vor. Da die originale Illustrationsmusik von 1930 verloren ist, schrieb der kanadische Komponist Gabriel Thibaudeau eine neue Jazz-beeinflusste Musik, die auch Gesangspassagen enthält.
Arte/absolut.medien GmbH brachte den Film im Oktober 2009 mit der neuen Begleitmusik von Gabriel Thibaudeau, gespielt vom Ensemble Octuor de France, auf DVD heraus.
Das kommunale Filmhauskino in Nürnberg zeigte Das Paradies der Damen am Sonntag, den 29. Mai 2011 in der restaurierten Fassung mit Klavierbegleitung durch Dr. D. Meyer.
Der Kultursender Arte zeigte den Film in der Nacht von Dienstag auf Mittwoch, den 27. Juni 2012, von 00:05 bis 01:35 Uhr im deutschen Fernsehen.

## Rezeption
In Deutschland hatte Max Mack bereits 1914 einen stummen Film mit dem Titel Zum Paradies der Damen nach einem Manuskript von Walter Schmidthässler realisiert, in dem Hanni Weisse die Hauptrolle spielte. Lupu Pick drehte 1922 einen weiteren Stummfilm mit diesem Titel, in dem er selbst und Edith Posca auftraten.

„Dass der deutsche Titel Das Paradies der Damen die Welt des Kaufhauses wieder in eine religiös mythologische Ferne entrückt und, den Sündenfall mitgedacht, Käuferinnen und Verkäuferinnen wie Denise zu schuldigen Evastöchtern stempelt, verrät beiläufig etwas von den mentalen Be- und Überfrachtungen, an deren Erbschaft die deutsche Kultur schwer zu tragen hat.“

Moviepilot.de urteilte:

„Anhand der Geschichte der Protagonistin, die, fasziniert von der Pracht, im ‚Paradies der Damen‘ eine Anstellung findet, beschreibt der Film das Wachstum und die Struktur dieses Kaufhauses und gleichzeitig den Niedergang des Einzelhandels eines kompletten Pariser Stadtviertels. Die auftauchenden Figuren sind aktiv oder passiv mit dem wuchernden Kaufhaus verbunden: als Mitarbeiter, Käufer oder anliegender Einzelhändler. Besonderes Augenmerk findet neben der Verkäuferin Denise der Inhaber des Kaufhauses, Octave Mouret, und dessen Leben in der feinen Pariser Gesellschaft sowie seine Geschäftspraktiken. Vorbild für diese Figur war der Unternehmer Auguste Hériot, der das Pariser Kaufhaus Grands Magasins du Louvre begründete.“

Lucie Derain fand in der Cinémathographie française am 5. April 1930 lobende Worte:

„Die gesamte Dramatik des Fortschritts wird mit einer unendlich sympathischen Schlichtheit geschildert. Duvivier hat die Handlung geschickt gestrafft, man langweilt sich keine Sekunde lang. Die Diversität der Szenen, die Ansammlung aufschlussreicher Details eines Charakters, eines Geisteszustands, einer Situation, der dekorative Reichtum des Films, manchmal auch die Kraft des Bildes – all das macht aus diesem französischen Film ein originelles, bedeutendes, interessantes Werk. Ein soziales Zeitgemälde, gezeichnet mit großer Sorgfalt und erstaunlicher Poesie.“

Nicht zufrieden mit der Literaturverfilmung zeigte sich Raymond Chirat, als er 1968 in seinem Buch über Duvivier schrieb:

« La transposition à l’époque moderne et les modifications apportées de ce fait au roman ne sont pas des plus heureuses. Surtout, l’interprétation est faible. Dita Parlo n’est pas la femme du rôle, Armand Bour – en Baudu – manque de puissance, et Pierre de Guingand n’a ni charme ni autorité. Restent les évocations du grand magasin qui n’atteignent toutefois pas la puissance de description de Zola; une vision de la rue qui rappelle heureusement les films allemands de la grande époque; une fête au bord de la Marne avec canots et ballons rouges, pleine de trépidation et de gaîté; la mise en valeur de la figuration avec remous de foule particulièrement réussis lors de la scène de poursuite à coups de revolver dans le grand escalier du magasin. Ce qui nuit le plus au film, c’est une contraction, un étouffement du large roman qui apparaît tout à coup sec et étriqué. »

„Es war kein besonders glücklicher Einfall, die Handlung in die Moderne zu verlegen und den Roman danach zu verändern. Obendrein ist die Darstellung schwach. Dita Parlo ist nicht die Frau für diese Rolle, Armand Bour als Baudu fehlt es an Kraft, Pierre de Guignand hat weder Charme noch Autorität. Es bleiben: die Darstellung des Kaufhauses, die nicht im Entferntesten an Zolas Kraft der Beschreibung heranreicht. Eine Vision der Straße, die glückhaft an die deutschen Filme aus der Großen Zeit erinnert. Ein Fest am Ufer der Marne voller vibrierender Heiterkeit mit Booten und roten Ballons. Die Erweiterung der bildlichen Darstellung mit wirbelnden Menschenmengen gelingt besonders in der Verfolgungsszene mit den Revolverschüssen an der großen Treppe des Kaufhauses. Am meisten weh tut, dass der Film den großen Roman zusammendrückt, abwürgt, sodass er auf einmal trocken und kleinkariert erscheint.“